# Sevenoaks (district)
Pour la ville, voir Sevenoaks.
Sevenoaks est un district non-métropolitain situé dans le comté du Kent, en Angleterre. Son chef-lieu est la ville éponyme de Sevenoaks.

## Liste des 30 paroisses constituant le district
- Ash-cum-Ridley
- Brasted
- Chevening
- Chiddingstone
- Cowden
- Crockenhill
- Dunton Green
- Edenbridge
- Eynsford
- Farningham
- Fawkham
- Halstead
- Hartley
- Hever
- Hextable
- Horton Kirby and South Darenth
- Kemsing
- Knockholt
- Leigh
- Otford
- Penshurst
- Riverhead
- Seal
- Sevenoaks (ville)
- Sevenoaks Weald
- Shoreham
- Sundridge with Ide Hill
- Swanley (ville)
- Westerham
- West Kingsdown